# 1995年の野球
1995年の野球（1995ねんのやきゅう）では、1995年の野球界における動向をまとめる。

## 競技結果

### 高校野球
- 第67回選抜高等学校野球大会優勝：観音寺中央（香川）
- 第77回全国高等学校野球選手権大会優勝：帝京（東東京）
- 第50回国民体育大会高等学校野球競技優勝：PL学園（大阪）
- 第26回明治神宮野球大会優勝：帝京（東京）

### 大学野球
- 第44回全日本大学野球選手権大会優勝：法政大
- 第26回明治神宮野球大会優勝：明治大
- 東京六大学野球連盟優勝 春：法政大、秋：明治大
- 東都大学野球連盟優勝 春：東洋大、秋：青山学院大
- 関西学生野球連盟優勝 春：関西大、秋：近畿大

### 社会人野球
- 第66回都市対抗野球大会優勝：日本石油
- 第22回社会人野球日本選手権大会優勝：三菱自動車川崎

### メジャーリーグ
- ワールドシリーズ - アトランタ・ブレーブス（ナ・リーグ） （4勝2敗） クリーブランド・インディアンス（ア・リーグ）
  - ナショナルリーグ東地区優勝：アトランタ・ブレーブス
  - ナショナルリーグ中地区優勝：シンシナティ・レッズ
  - ナショナルリーグ西地区優勝：ロサンゼルス・ドジャース
  - アメリカンリーグ東地区優勝：ボストン・レッドソックス
  - アメリカンリーグ中地区優勝：クリーブランド・インディアンス
  - アメリカンリーグ西地区優勝：シアトル・マリナーズ

## できごと

### 1月
- 1月25日
  - 野球殿堂入りを決める競技者表彰委員会による記者投票の開票が行われ、元南海ホークスの杉浦忠と元早稲田大学野球部監督の石井藤吉郎が選出される[1]。

### 2月
- 2月17日
  - 【高校】選抜高校野球大会の臨時運営委員会が大阪市北区の毎日新聞大阪本社にて開かれ、阪神大震災が発生した影響を受け大会開催の可否の最終検討を行った結果、開催を決断[2]。

### 4月
- 4月5日
  - 【高校】第67回選抜高等学校野球大会の決勝戦が阪神甲子園球場で行われ、観音寺中央が銚子商を4-0で破り、初優勝。

### 8月
- 8月21日
  - 【高校】第77回全国高等学校野球選手権大会の決勝戦が阪神甲子園球場で行われ、東東京代表の帝京が石川代表の星稜を3-1で破り、1989年（第71回）以来6年ぶり2回目の優勝。

## 誕生

### 1-3月
- 1月21日 - アントニオ・センザテラ (ベネスエラ)
- 2月2日 - ジュニオル・マルテ
- 2月7日 - ロベルト・オスナ (メキシコ)
- 2月22日 - ヘルマン・マルケス (ベネスエラ)
- 2月28日 - 若松駿太

### 4-6月
- 4月3日 - 岸里亮佑
- 4月3日 - 宮本丈
- 4月12日 - 北之園隆生
- 4月21日 - 吉田雄人
- 4月24日 - 曽根海成
- 4月26日 - ノマー・マザラ (ドミニカ)
- 4月30日 - 渡邉諒
- 5月11日 - 今野龍太
- 5月16日 - 蔵本治孝
- 5月18日 - 馬場皐輔
- 5月26日 - 奥村展征
- 5月27日 - ヨアン・モンカダ (キューバ)
- 5月30日 - 内田靖人
- 6月3日 - 齊藤大将
- 6月5日 - ケムナ誠
- 6月9日 - 横田慎太郎
- 6月16日 - 鈴木翔太
- 6月22日 - タイラー・オニール (カナダ)
- 6月27日 - 近藤弘樹
- 6月28日 - 関根大気
- 6月29日 - 大竹耕太郎

### 7-9月
- 7月1日 - 宮台康平
- 7月7日 - 楠本泰史
- 7月7日 - 土肥星也
- 7月12日 - 平良拳太郎
- 7月13日 - コディ・ベリンジャー (アメリカ)
- 7月20日 - 石川亮
- 7月20日 - 砂田毅樹
- 8月1日 - 二木康太
- 8月1日 - 上林誠知
- 8月6日 - 平岡敬人
- 8月8日 - 森友哉
- 8月29日 - 奥浪鏡
- 8月29日 - 北村拓己
- 8月31日 - 中村祐太
- 9月1日 - 児山祐斗
- 9月8日 - 古川侑利
- 9月14日 - 田口麗斗
- 9月15日 - 與座海人
- 9月17日 - 東方伸友
- 9月22日 - 山岡泰輔
- 9月26日 - 和田恋

### 10-12月
- 10月4日 - 若月健矢
- 10月10日 - 椎野新
- 10月17日 - 金河成
- 10月30日 - 松井裕樹
- 11月2日 - 高橋礼
- 11月7日 - 髙橋遥人
- 11月8日 - 渡邊佑樹
- 11月10日 - 熊谷敬宥
- 11月10日 - 園部聡
- 11月10日 - 山本大貴
- 11月13日 - 肘井竜蔵
- 11月20日 - アーメッド・ロザリオ (ドミニカ)
- 11月20日 - 又吉亮文
- 11月22日 - ストーン・ギャレット (アメリカ)
- 11月24日 - フランシス・マルテス (ドミニカ)
- 11月29日 - 東克樹
- 12月27日 - 板東湧梧
- 12月29日 - 山﨑剛

## 死去
- 1月22日 - 下田武三（*1907年）
- 2月2日 - 山崎武昭（*1941年）
- 2月16日 - 植上健治（*1955年）
- 4月4日 - 山下実（*1907年）
- 4月21日 - 樽井清一（*1929年）
- 8月13日 - ミッキー・マントル（*1931年）
- 8月15日 - 仲根正広（*1954年）
- 10月8日 - 小川健太郎（*1934年）
- 10月26日 - 松葉昇（*1922年）
- 11月17日 - 平岡一郎（*1945年）
- 11月28日 - 横沢三郎（*1904年）
- 12月24日 - 島秀之助（*1908年）